# Julio Mazzoleni
Julio Daniel Mazzoleni Insfrán (Asunción, 19 dicembre 1971) è un politico e medico paraguaiano, ministro della Salute Pubblica e del Benessere Sociale del Paraguay dal 15 agosto 2018 al 5 marzo 2021, durante il governo del presidente Mario Abdo Benítez.
Si è dimesso dall'incarico ministeriale in seguito alle critiche rivolte alla sua amministrazione per l'aumento dei decessi dovuti al coronavirus.